# Zaolutus actius
Zaolutus actius is een zeeanemonensoort uit de familie Isanthidae.
Zaolutus actius is voor het eerst wetenschappelijk beschreven door Hand in 1955.